# Det Ingeniør- og Naturvidenskabelige Fakultet
Det Ingeniør- og Naturvidenskabelige Fakultet er et af fem fakulteter på Aalborg Universitet. Fakultetet ledes af dekan Mogens Rysholt Poulsen i samarbejde med tre prodekaner, har ca. 3.600 studerende (2019) med campusområder i Aalborg, Esbjerg og København.
På tværs af institutterne udbydes et kursus i iværksætteri.

## Institutter
- Institut for Byggeri, By og Miljø
- Institut for Energiteknik
- Institut for Kemi og Biovidenskab
- Institut for Matematiske Fag
- Institut for Materialer og Produktion

## Ekstern henvisning
- Hjemmeside Arkiveret 2. juli 2019 hos  Wayback Machine